# 圣洛朗德拉萨朗克
圣洛朗德拉萨朗克（法語：Saint-Laurent-de-la-Salanque，法語發音：[sɛ̃ loʁɑ̃ də la salɑ̃k] ⓘ，意为“萨朗克的圣洛朗”）是法国东比利牛斯省的一个市镇，位于该省东部，属于佩皮尼昂区。

## 地理
圣洛朗德拉萨朗克（42°46'25"N, 2°59'27"E）面积12.39 平方千米，位于法国奧克西塔尼大區东比利牛斯省，该省份为法国大陆部分最南部的省份，涵盖了北加泰罗尼亚，北起奥德省，西接阿列日省和安道尔，南与西班牙接壤，东临地中海。
与圣洛朗德拉萨朗克接壤的市镇（或旧市镇、城区）包括：勒巴尔卡雷斯、托雷耶、克莱拉、圣伊波利特、勒卡特、萨尔斯堡。
圣洛朗德拉萨朗克的时区为UTC+01:00、UTC+02:00（夏令时）。

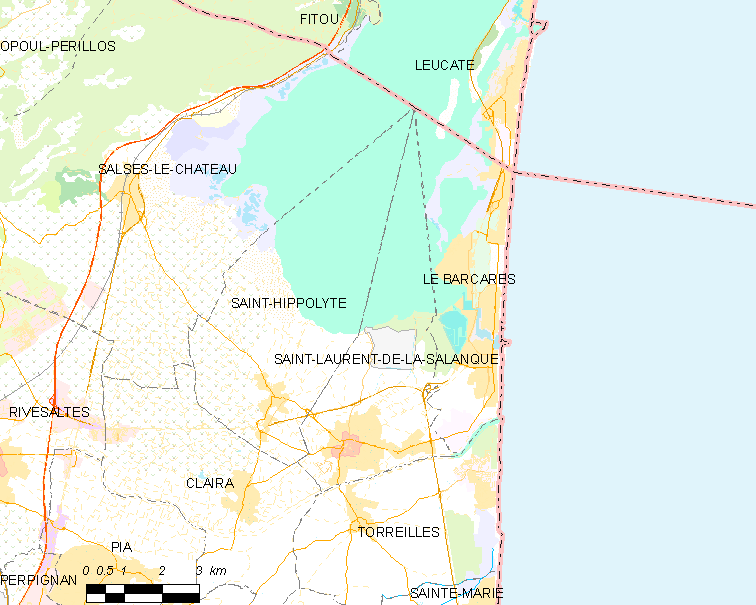
圣洛朗德拉萨朗克的OSM定位图

## 行政
圣洛朗德拉萨朗克的邮政编码为66250，INSEE市镇编码为66180。

## 政治
圣洛朗德拉萨朗克所属的省级选区为萨朗克海岸县。

## 人口

1962-2008年间圣洛朗德拉萨朗克人口变化图示

圣洛朗德拉萨朗克于2022年1月1日时的人口数量为9941人。